# Distretto di El Attaf
Il distretto di El Attar è un distretto della provincia di 'Ayn Defla, in Algeria, nei pressi del fiume El Attar

## Comuni
I comuni del distretto sono:
- El Attaf
- Tiberkanine